# Николај Карамзин
Николај Михајлович Карамзин (рус. Никола́й Миха́йлович Карамзи́н; Симбирск, 12. децембар 1766 − 3. јун 1826) био је руски писац, историчар, књижевни критичар и песник сентиментализма. Најпознатије дело му је Историја руске државе у 12 књига.

## Биографија
Николај Карамзин рођен је 1766. у селу Знаменскоје код Симбирска (или по другим тумачењима у истоименом селу код Оренбурга), у племићкој породици.
Постоји и друга верзија да је рођен 1765. године у селу Михаиловка Оренбуршке губерније (данашње село Преображенка у Оренбуршкој области, Русија) где је служио његов отац, а последњих година историчари Оренбурга активно оспоравају званичну верзију. Његов отац Михаил Јегорович Карамзин ( 1724—1783 ) био је пензионисани капетан царске руске војске који је припадао руској племићкој породици скромног имовинског стања коју је основао Семјон Карамзин 1606. године. Њени чланови су дуги низ година служили у Нижњем Новгороду као високи официри и званичници пре него што се Николајев деда Јегор Карамзин преселио у Симбирск са својом супругом Екатерином Аксаковом из древне династије Аксаков, која је у сродству са Сергејем Аксаковом. Према Николају Карамзину, његово презиме потиче од Карамирзе, крштеног Татара и његовог најранијег познатог претка који је стигао у Москву да служи под руском влашћу. О њему није остало никаквих записа. Први документовани Карамзин живео је још 1534.
Његова мајка Екатерина Петровна Карамзина (рођена Пазухина) такође је потицала из руске племићке породице средњег материјалног стања. Племићи су постали 1620. године када је Иван Демидович Пазухин, дугогодишњи официр, добио земљу и титулу за своју службу током Пољско-руског рата. Његова два сина су основала две породичне гране: једну у Костроми и једну у Симбирску којој је припадала Екатерина Карамзина. Њен отац Петар Пазухин такође је направио истакнуту војну каријеру и од Прапоршчика је отишао до пуковника; служио је у Симбирском пешадијском пуку од 1733. године. Према породичној легенди, династију је основао Фјодор Пазух из литванске слахте који је напустио Мсцислав 1496. године да би служио под вођством Ивана III од Русије. Екатерина Петровна је рођена између 1730. и 1735. године, а умрла је 1769. када је Николај имао само више од 2 године. 1770. Михаил Карамзин се по други пут оженио Евдокијом Гавриловном Дмитријевом (1724—1783) која је постала Николајева маћеха. Имао је троје браће и сестара — Василија, Фјодора и Јекатерину — и двоје браће и две полусестре.
Школовао се у Москви, у приватној швајцарско-немачкој школи, а затим је неко време провео у Петрограду, крећући се у књижевним круговима и преводећи есеје на руски. 1789. пропутовао је Немачку, Француску, Швајцарску и Енглеску: по повратку, објавио је Писма руског путника (по узору на тада популарно Сентиментално путовање кроз Француску и Италију од Лоренса Стерна), која су доживела велики успех, и почео је да уређује књижевни часопис Московске Новине. У том листу објавио је приповетке Бедна Лиза и Наталија, бојарска кћи (1792), које су упознале руске читаоце са сентиментализмом и прославиле га као писца, а касније и Иља Муромец, са темом из руске народне песме.
Карамзин је заслужан за то што је увео слово Е/е у руско писмо нешто после 1795. године, заменивши застарели облик који је постојао по узору на постојеће слово У /у. Употреба тог облика је генерално застарела, обично се појављује само као Е/е у књигама осим у речницима и букварима за руске ђаке.
Поред оригиналних дела, Карамзин је објављивао и руске преводе најпознатијих античких и савремених писаца, дајући својим стилом и примером допринос стварању руског књижевног језика у време када је француски био омиљени језик образованих људи у Русији. 1803. започео је своју Историју руске државе у 12 књига, која му је донела пажњу и покровитељство самог цара Александра I (коме је писац лично читао све довршене књиге): до смрти 1826. довршио је само 11 књига, стигавши до крунисања Михајла Романова 1613.
У 2016. години, поводом 250. рођендана писца, Централна банка Русије издала је сребрни новчић вредности 2 рубље у серији „Истакнути људи Русије“: Н.М. Карамзин, писац.
Издате су две пригодне марке са ликом Н. М. Карамзина: 1991. у СССР- у као део серије марки Руски историчари, номиналне вредности 10 руских копејки, и 2016. као део серије марки Истакнути руски историчари, номинална вредност од 25 руских рубаља.

## Лингвиста и филолог
Карамзин је заслужан за то што је слово Ë/ë увео у руско писмо нешто после 1795. Пре тога је коришћено једноставно E/e, мада је постојао и редак облик по узору на постојеће слово Ю/ю. Треба имати на уму да Ë/ë није обавезно слово, а једноставно Е/е се и даље често користи у другим књигама осим у речницима и букварима за школарце.

## Одабрана дела

### Проза

#### Фикција
- Evgenyi i Yuliya, English translation: Evgeniy and Julia (1789)
- Bednaya Liza (рус. Бедная Лиза), English translation: Poor Liza (1792)
- Natalya, boyarskaya doch (рус. Наталья, боярская дочь), English translation: Natalya the Boyar's Daughter (1792)
- Prekrasnaia tsarevna i schastlivyi karla (рус. Прекрасная царевна и счастливый карла), English translation: The Beautiful Princess and the Happy Dwarf (1792)
- Ostrov Borngolm (рус. Остров Борнгольм), English translation: Island of Bornholm (1793)
- Afinskaya zhizn (рус. Афинская жизнь), English translation: Athenian Life (1794)
- Melodor k Filaletu (рус. Мелодор к Филалету), English translation: Melodor to Filalet (1794; paired with a sequel, Filalet to Melodor)
- Yuliya, English translation: Julia (1796)
- Marfa-posadnitsa (рус. Марфа-посадница), English translation: Martha the Mayoress (1802)
- Moya ispoved (рус. Моя исповедь), English translation: My Confession (1802)
- Chuvstvitelnyi i kholodnyi (рус. Чувствительный и холодный), English translation: The Sensitive and the Cold (1803)
- Rytsar nashego vremeni (рус. Рыцарь нашего времени), English translation: A Knight of Our Times (1803)

#### Нефикција
- Pisma russkogo puteshestvennika (рус. Письма русского путешественника), English translation: Letters of a Russian Traveler (1791–92)
- Zapiska o drevney i novoy Rossii (рус. Записка о древней и новой России), English translation: Memoir on Ancient and Modern Russia (1811)
- Istoriya gosudarstva Rossiyskogo (рус. История государства Российского), English translation: History of the Russian State (1816–26)

### Поезија
- Poetry (рус. Поэзия), 1787
- Darovaniya (рус. Дарования), English translation: Gifts (1796)
- Solovey (рус. Соловей), English translation: Nightingale (1796)
- Protey, ili Nesoglasiya stikhotvortsa (рус. Протей, или Несогласия стихотворца), English translation: Proteus, or Inconsistencies of a Poet (1798)
- Ego imperatorskomu velichestvu Alexandru I, samoderzhtsu vserossiyskomu, na vosshestvie ego na prestol (рус. Его императорскому величеству Александру I, самодержцу всероссийскому, на восшествие его на престол, English translation: To His Imperial Highness Alexander I, All-Russian Autocrat, on the Occasion of His Rise to the Throne (1801)
- Gimn gluptsam (рус. Гимн глупцам), English translation: Hymn to the Fools (1802)
- K Emilii (рус. К Эмилии), English translation: To Emilie (1802)
- K dobrodeteli (рус. К добродетели), English translation: To Virtue (1802)
- Osvobozhdenie Evropy i slava Alexandra I (рус. Освобождение Европы и слава Александра I), English translation: The Freeing of Europe and the Glory of Alexander I (1814)